# Franz Völker
Franz Völker est un ténor allemand né à Neu-Isenburg (Grand-duché de Hesse) le 31 mars 1899 et mort à Darmstadt (Hesse) le 4 décembre 1965. Il est considéré comme le meilleur interprète de l'histoire du rôle de Lohengrin (Richard Wagner).

## Biographie
D'abord guichetier dans une banque, il remporte un concours de chant local et suit alors une formation de chant d'un an et demi.
Auditionné par Clemens Krauss, il entre à l’opéra de Francfort où il débute en 1926 dans le rôle de Florestan (Fidelio).
Il suit Krauss à l'opéra de Vienne en 1931. Puis il est membre de l'opéra de Berlin à partir de 1935.
Il chante également au Festival de Salzbourg de 1931 à 1939 dans les rôles de Florestan,  Belmonte (L'Enlèvement au sérail), Huon de Bordeaux (Obéron), Max (Freischütz), l'Empereur (La Femme sans ombre) et Ménélas (La Belle Hélène).
À Bayreuth, il est Siegmund (La Walkyrie), Lohengrin, Parsifal et Erik (Le Vaisseau fantôme), dans les années 1933 à 1942.
En 1942, il quitte Berlin pour Munich, où il chante jusqu'en 1952.
Il donne ensuite des cours, et entre au conservatoire de Stuttgart en 1958.
Parmi ses meilleurs rôles, on peut aussi citer : Otello, Radames, Don Carlos, Alvaro et Mancrico (Verdi), Don José (Carmen de Bizet), Bacchus, Dalibor.
Il demeure essentiellement célèbre aujourd'hui pour son interprétation de Lohengrin (Wagner), rôle qu'il donna sur toutes les grandes scènes mondiales (Bayreuth, Vienne, Berlin, Milan, Londres, Paris, …), et dont il est considéré comme le meilleur interprète de l'histoire.
Sa voix était particulièrement homogène, avec un son légèrement cuivré, et une bonne assise dans le médium ; l'aigu était beau, aisé, lyrique. Il développait une ligne de chant noble et sobre, avec un legato parfait. Il semble le juste « pendant » au style et voix héroïques de Melchior et Lorenz, ses grands contemporains.